# Isochromodes duplicata
Isochromodes duplicata är en fjärilsart som beskrevs av W. Warren 1904. Isochromodes duplicata ingår i släktet Isochromodes och familjen mätare. Inga underarter finns listade i Catalogue of Life.